# Aedes argenteoscutellatus
Aedes argenteoscutellatus är en tvåvingeart som beskrevs av Carter och Wijesundara 1948. Aedes argenteoscutellatus ingår i släktet Aedes och familjen stickmyggor.
Artens utbredningsområde är Sri Lanka. Inga underarter finns listade i Catalogue of Life.